# Love Deluxe
Love Deluxe es el cuarto álbum de la banda inglesa de soul Sade. Fue lanzado el 20 de octubre de 1992 en el Reino Unido y el 11 de noviembre de 1992 en EE. UU. por Epic Records.
El álbum generó cuatro sencillos: «No Ordinary Love», «Feel No Pain», «Kiss of Life» y «Cherish the Day». 

## Lista de canciones
| N.º | Título                     | Escritor(es)                          | Duración |  |
| 1.  | «No Ordinary Love»         | Sade Adu, Stuart Matthewman           | 7:20     |  |
| 2.  | «Feel No Pain»             | Adu, Hale, Matthewman                 | 5:08     |  |
| 3.  | «I Couldn't Love You More» | Adu, Hale, Matthewman, Paul S. Denman | 3:49     |  |
| 4.  | «Like a Tattoo»            | Adu, Hale, Matthewman                 | 3:38     |  |
| 5.  | «Kiss of Life»             | Adu, Hale, Matthewman, Denman         | 5:50     |  |
| 6.  | «Cherish the Day»          | Adu, Hale, Matthewman                 | 5:34     |  |
| 7.  | «Pearls»                   | Adu, Hale                             | 4:34     |  |
| 8.  | «Bullet Proof Soul»        | Adu, Hale, Matthewman                 | 5:36     |  |
| 9.  | «Mermaid»                  | Adu, Hale, Matthewman, Denman         | 4:23     |  |